# El Babu
El Babu är en ort i Mexiko.   Den ligger i kommunen Choix och delstaten Sinaloa, i den nordvästra delen av landet, 1 200 km nordväst om huvudstaden Mexico City. El Babu ligger 363 meter över havet och antalet invånare är 207.
Terrängen runt El Babu är huvudsakligen kuperad, men norrut är den platt. Terrängen runt El Babu sluttar norrut. Runt El Babu är det mycket glesbefolkat, med 7 invånare per kvadratkilometer. Närmaste större samhälle är Choix, 5,1 km norr om El Babu. I omgivningarna runt El Babu växer huvudsakligen savannskog.